# USS Aaron Ward (DM-34)
USS Aaron Ward (DD-773/DM-34) là một tàu khu trục rải mìn lớp Robert H. Smith được Hải quân Hoa Kỳ chế tạo trong Chiến tranh Thế giới thứ hai. Nó là chiếc tàu chiến thứ ba của Hải quân Hoa Kỳ được đặt theo tên Chuẩn đô đốc Aaron Ward (1851–1918), người tham gia cuộc Chiến tranh Tây Ban Nha-Hoa Kỳ. Nó bị hư hại nặng do bị máy bay Kamikaze đánh trúng trong Trận Okinawa, nhưng vẫn sống sót và được kéo về Hoa Kỳ. Tuy nhiên nó không được sửa chữa, mà bị rút đăng bạ sau khi chiến tranh kết thúc và tháo dỡ năm 1946. Aaron Ward được tặng thưởng danh hiệu Đơn vị Tuyên dương Tổng thống cùng một Ngôi sao Chiến trận do thành tích phục vụ trong Thế Chiến II.

## Thiết kế và chế tạo
Aaron Ward được đặt lườn, như là tàu khu trục DD-773 thuộc lớp Allen M. Sumner, vào ngày 12 tháng 12 năm 1943 tại xưởng tàu của hãng Bethlehem Steel Corporation ở San Pedro, California, và được hạ thủy vào ngày 5 tháng 5 năm 1944; được đỡ đầu bởi bà G. H. Ratcliff. Nó được xếp lại lớp như một tàu khu trục rải mìn với ký hiệu lườn DM-34 vào ngày 19 tháng 7 năm 1944 trước khi nhập biên chế vào ngày 28 tháng 10 năm 1944 dưới quyền chỉ huy của Hạm trưởng, Trung tá Hải quân William H. Sanders Jr..

## Lịch sử hoạt động
Aaron Ward tiếp tục được trang bị, và sau đó tiến hành chạy thử máy dọc theo bờ biển phía Nam California cho đến cuối tháng 1 năm 1945. Nó khởi hành từ San Pedro vào ngày 9 tháng 2 để hướng sang khu vực Tây Thái Bình Dương, đi đến Trân Châu Cảng vào ngày 15 tháng 2. Nó tiếp tục huấn luyện tại vùng biển quần đảo Hawaii, rồi được tiếp liệu và chất đạn dược trước khi khởi hành vào ngày 5 tháng 3 để gia nhập Đệ ngũ Hạm đội tại Ulithi thuộc quần đảo Caroline vào ngày 16 tháng 3. Nó rời vũng biển đảo san hô ba ngày sau đó, cùng Lực lượng Đặc nhiệm 52 hướng sang khu vực quần đảo Ryūkyū, Nhật Bản.
Aaron Ward, trong thành phần Hải đội Rải mìn, đi đến ngoài khơi Okinawa vào cuối ngày 22 tháng 3. Sang ngày hôm sau, máy bay đối phương bắt đầu lãng vãng trong khu vực nhưng không tấn công. Sau đó đối phương xuất hiện đông hơn và tiếp cận gần, nhưng hỏa lực phòng không phối hợp từ các con tàu đã ngăn chặn những kẻ tấn công không đến đủ gần để gây nguy hiểm cho các tàu quét mìn. Trận chiến thực sự diễn ra vào ngày 26 tháng 3, khi tàu khu trục chị em Adams (DM-27) bắn rơi một kẻ tấn công.
Aaron Ward hỗ trợ cho hoạt động của các tàu quét mìn tại khu vực chung quanh Kerama Retto và Okinawa cho đến khi tiến hành cuộc đổ bộ; trong giai đoạn này nó đã tiêu diệt ba máy bay đối phương. Vào đúng ngày D 1 tháng 4, khi diễn ra cuộc đổ bộ, nó hộ tống cho các tàu chiến chủ lực trong hoạt động hỗ trợ hải pháo xuống các bãi đổ bộ. Nhiệm vụ này kéo dài cho đến ngày 4 tháng 4, khi nó rời khu vực quần đảo Ryūkyū để đi đến quần đảo Mariana, đi đến Saipan vào ngày 10 tháng 4, nhưng chuyển đến Guam cùng ngày hôm đó.
Sau khi được sửa chữa những hư hỏng nhẹ, Aaron Ward lên đường quay trở lại khu vực Okinawa để tuần tra tại khu vực phụ cận Kerama Retto, thường xuyên chịu đựng các cuộc không kích. Vào ngày 27 tháng 4, nó bắn rơi một máy bay đối phương, và sang ngày hôm sau lại tiêu diệt được một chiếc và có thể đã bắn rơi thêm một chiếc nữa. Khi quay trở lại Kerama Retto để được tiếp liệu và tiếp nhiên liệu, một máy bay tấn công cảm tử Kamikaze đã đánh trúng tàu vận chuyển di tản Pinkney (APH-2). Aaron Ward đã tiếp cận con tàu bị hư hại để giúp đỡ dập tắt các đám cháy, và giải cứu 12 người sống sót từ chiếc Pinkney.
Vào ngày 30 tháng 4, Aaron Ward trở ra khơi để đảm nhiệm vai trò cột mốc radar canh phòng tại Trạm số 10. Đêm hôm đó, nó đánh trả nhiều đợt không kích, nhưng trong phần lớn thời gian, thời tiết xấu đã ngăn trở hoạt động của không quân đối phương cho đến xế trưa ngày 3 tháng 5, khi thời tiết tốt hơn và hoạt động của đối phương cũng tăng dần. Khi trời sắp tối, radar con tàu bắt được tín hiệu máy bay đối phương ở khoảng cách 27 mi (43 km), và nó bước vào báo động trực chiến. Hai máy bay đối phương tách khỏi đội hình để hướng đến và tấn công nhắm vào Aaron Ward. Con tàu nổ súng nhắm vào chiếc đi đầu ở khoảng cách 7.000 yd (6.000 m), bắt đầu bắn trúng khi khoảng cách rút ngắn xuống còn 4.000 yd (4.000 m). Đối thủ bắt đầu đâm bổ tự sát nhưng bị bắn rơi xuống biển cách đuôi tàu 100 yd (100 m) bên mạn phải. Chiếc máy bay thứ hai tiếp tục tấn công ngay sau đó; nó bị hỏa lực phòng không nhắm đến ở khoảng cách 8.000 yd (7.000 m), và cuối cùng bị bắn rơi khi còn cách con tàu 1.200 yd (1.100 m).
Vào lúc đó một kẻ tấn công thứ ba kiên quyết hơn xuất hiện và đâm bổ xuống phía đuôi của Aaron Ward, và cho dù liên tục bị hỏa lực phòng không của con tàu bắn trúng, nó tiếp tục lao vào con tàu và thả bom trước khi đâm trúng cấu trúc thượng tầng của Aaron Ward. Quả bom xuyên qua lườn tàu bên dưới mực nước và kích nổ tại phòng động cơ phía sau, gây ngập nước phòng động cơ và phòng nồi hơi liền kề, làm vỡ các thùng nhiên liệu và phát sinh các đám cháy do rò rỉ nhiên liệu, cũng như làm mất kiểm soát bánh lái từ cầu tàu. Bánh lái bị kẹt ở một góc gắt sang trái, nên con tàu di chuyển xoay trong một vòng tròn hẹp và tốc độ giảm còn 20 hải lý trên giờ (37 km/h). Bên trên cấu trúc thượng tầng, chiếc máy bay gây ra đám cháy và hư hại cho phần sau cấu trúc thượng tầng, và tháp pháo 53 bị mất điện và liên lạc. Nhiều thủy thủ tử trận hay bị thương.
Trong khoảng 20 phút, không còn máy bay đối phương nào xâm nhập được hàng rào phòng không. Các đội kiểm soát hư hỏng nỗ lực dập lửa và sửa chữa những hư hại, phóng bỏ đạn dược có nguy cơ bị kích nổ và chăm sóc những người bị thương. Việc điều khiển bánh lái được chuyển cho trạm chỉ huy dự bị phía sau, tuy nhiên con tàu không thể cơ động hoàn toàn tự do từ đó cho đến hết trận chiến. Đến khoảng 18 giờ 40 phút, đối phương lại tung ra một đợt không kích lớn nhắm vào trạm canh phòng radar. Tàu khu trục Little (DD-803) liên tiếp bị năm máy bay Kamikaze đánh trúng và bị đắm; và đang khi đi đến trợ giúp cho Aaron Ward và Little, tàu đổ bộ USS LSM(R)-195 bị một máy bay Kamikaze đánh trúng và đắm do kích nổ đạn dược nó mang theo; xuồng đổ bộ USS LCS(L)-25 bị mất cột ăn-ten do máy bay đối phương sượt qua. Lúc trước 19 giờ 00, một máy bay đối phương lại chọn Aaron Ward làm mục tiêu, bắt đầu bổ nhào từ khoảng cách 8.000 thước Anh (7.000 m). Tuy nhiên chiếc tàu khu trục rải mìn đã sớm bắn trúng đối thủ khiến nó đâm xuống biển khi còn cách đến 2.000 thước Anh (2.000 m). Một máy bay đối phương khác cũng bị hàng rào hỏa lực phòng không bắn rơi.
Tuy nhiên thử thách dành cho Aaron Ward vẫn chưa kết thúc, khi lại có thêm hai máy bay Kamikaze đối phương tiếp cận nó từ phía mũi bên mạn trái. Bị máy bay tiêm kích tuần tra chiến đấu trên không ngăn chặn, một chiếc vẫn thoát ra được và bắt đầu bổ nhào, nhắm vào cầu tàu của Aaron Ward. Tuy nhiên, lần này hỏa lực phòng không dày đặc của con tàu khiến chiếc máy bay bị chệch hướng về phía đuôi tàu, đâm sượt qua ống khói và cột ăn-ten phía đuôi tàu trước khi đâm xuống nước bên mạn phải. Liền ngay sau đó, một máy bay đối phương khác hướng đến chiếc tàu khu trục rải mìn từ bên mạn trái; và cho dù bị hỏa lực phòng không bắn trúng nó vẫn tiếp tục lao xuống và thả bom trước khi đâm trúng sàn chính. Quả bom nổ dưới nước cạnh mạn trái con tàu, tung một cơn mưa mảnh đạn trên sàn tàu và làm thủng một lổ lớn cạnh phòng nồi hơi phía trước. Hậu quả là con tàu mất toàn bộ động lực và chết đứng giữa biển. Vào lúc đó, một máy bay đối phương khác không bị phát hiện lại tiếp tục đâm xuống phía sau tàu, gây thêm nhiều đám cháy, làm thêm nhiều thành viên thủy thủ đoàn thiệt mạng hay bị thương.
Trước khi trận chiến kết thúc, Aaron Ward còn phải chịu đựng thêm hai đợt tấn công khác. Lúc khoảng 19 giờ 21 phút, một máy bay đối phương đâm bổ xuống từ góc cao bên mạn trái. Do mất điện, các tháp pháo 5-inch của con tàu không thể xoay để đối phó, và kẻ tấn công đã đâm trúng cấu trúc thượng tầng bên mạn trái. Đám cháy xăng lan tràn trên sàn tàu và đạn pháo 40-mm phòng không bắt đầu bị kích nổ, gây thêm nhiều thương vong. Con tàu bị chết đứng giữa biển, cấu trúc thượng tầng phía sau bị phá hủy, và các đám cháy tiếp tục lan rộng. Trong khi các đội kiểm soát hư hỏng chiến đấu chống ngập nước và hỏa hoạn, các hầm tàu bắt đầu ngập nước và con tàu bị nghiêng mạnh sang mạn trái.
Aaron Ward chịu đựng thêm một thử thách sau cùng lúc 19 giờ 30 phút, một máy bay tự sát đối phương mang theo bom đã tiếp cận ở tầm thấp với tốc độ cao, đâm vào ống khói số 2. Vụ nổ làm vỡ tung chiếc máy bay, ống khói, bệ đèn pha và hai khẩu đội phòng không, tung một khối mảnh vụn xuống sàn sau ống khói số 1. Suốt đêm, thủy thủ đoàn đã chiến đấu cho sự sống còn của con tàu. Lúc 21 giờ 06, tàu khu trục rải mìn chị em Shannon (DM-25) đi đến nơi và kéo nó rút lui. Đến sáng ngày 4 tháng 5, nó về đến Kerama Retto và bắt đầu được sửa chữa tạm thời.
Aaron Ward ở lại Kerama Retto cho đến ngày 11 tháng 6, khi nó lên đường quay trở về Hoa Kỳ. Đi ngang qua Ulithi, Guam, Eniwetok, Trân Châu Cảng và kênh đào Panama, nó về đến New York vào giữa tháng 8. Do bị hư hại nặng trong chiến đấu, đồng thời Hải quân lúc này đang có một số lượng lớn tàu khu trục dư thừa, Aaron Ward được cho xuất biên chế vào ngày 28 tháng 9, 1945, và bị rút tên khỏi danh sách Đăng bạ Hải quân. Con tàu bị bán để tháo dỡ vào tháng 7, 1946. Mỏ neo của con tàu hiện đang được trưng bày tại Elgin, Illinois.

## Phần thưởng
Aaron Ward được tặng thưởng danh hiệu Đơn vị Tuyên dương Tổng thống cùng một Ngôi sao Chiến trận do thành tích phục vụ trong Thế Chiến II.